# Floating Phone Data
Floating Phone Data (kurz FPD, manchmal auch Cellular Floating Vehicle Data) beschreibt die anbieterseitige Positions- und Bewegungsermittlung von Mobilfunkgeräten.
Im Gegensatz zu einer aktiven Handyortung (anbieterseitig) oder GPS-Logging (nutzerseitig, teils passiv durch Telefon oder Zusatzsoftware), bei der die Position je nach eingesetztem Verfahren auf wenige Meter bestimmt werden kann, erfolgt die Positionsbestimmung bei Floating Phone Data anbieterseitig über die Einbuchungsvorgänge in den Funkzellen und ist daher deutlich ungenauer – die Methode eignet sich aber gut zur Verkehrsflussbestimmung auf Fernstraßen, bei hoher Funkzellendichte auch auf größeren innerstädtischen Straßen. Sie wird auch oft in Zusammenhang mit Floating Car Data genannt, da sie diesen Dienst kostengünstig ergänzt (keine Investition/Konfiguration in Endnutzergeräte oder Fahrzeuge notwendig).
Im Regelfall erfasst der Netzbetreiber die Bewegungsdaten über meist ohnehin vorhandene Monitoringsysteme, anonymisiert sie und leitet sie dann an einen Verkehrslagedienst weiter. In Deutschland werden die Handy-Bewegungsdaten von Vodafone unter dem Namen "HD Traffic" von TomTom vermarktet, Telefónica Germany (O2) liefert Daten an INRIX PrecisionTraffic.